# Трансфінітне число
Трансфінітне число — це числа, які є «нескінченними» в тому сенсі, що вони більші, ніж усі скінченні числа, але не обов'язково абсолютно нескінченні. Термін трансфінітне число був придуманий Георгом Кантором, який хотів уникнути деяких наслідків використання терміна нескінченний у зв'язку з тими об'єктами, які не є скінченними. Зараз прийнято називати трансфінітні кардинали та ординали «нескінченними» числами.

## Визначення
Як і скінченні числа, трансфінітні числа можуть використовуватись: як порядкові та кількісні числа. На відміну від кінцевих, трансфінітні ординали і кардинали є різними класами чисел.
- ω (Омега) визначається як найменше трансфінітне порядкове число, це також тип порядку натуральних чисел.

- {\displaystyle \aleph _{0}} (Алеф-нуль), визначається як перше трансфінітне кардинальне число і являє собою потужність множини натуральних чисел. Якщо аксіома вибору виконується, наступним кардинальним числом є алеф-один {\displaystyle \aleph _{1}}. Якщо ні, то можуть бути й інші кардинали, які незрівнянні з алеф-один і більші за алеф-нуль. Але в будь-якому випадку, немає кардиналів між алеф-нуль і алеф-один.

Континуум-гіпотеза стверджує, що не існує ніяких проміжних кардиналів між алеф-нуль і потужностю континуума (множини дійсних чисел): тобто, алеф-один це потужність множини дійсних чисел. (Якщо теорія Цермело-Френкеля (ZFC) несуперечлива, то ні континуум-гіпотези, ні його заперечення не може бути доведено з ZFC .)
Деякі автори як П. Суппес і Дж. Рубін, використовують термін трансфінітні кардинали для потужності Дедекінд-нескінченних множин, в умовах, коли це може бути не еквівалентно «нескінченному кардиналу», тобто, коли Аксіома зліченного вибору не передбачається, або не виконується. Виходячи з цього визначення, є наступні еквівалентні:
- м це трансфінітний кардинал. Тобто, існує Дедекінд-нескінченна множина А така, що потужність  A рівна м.
- м + 1 = м.
- {\displaystyle \aleph _{0}} ≤ м.
- Існує кардинал п, що {\displaystyle \aleph _{0}} + п = м.

Трансфінітні числа є розширенням натуральних чисел.
Розширенням дійсних чисел є сюрреальні числа і гіпердійсні числа.